# Таловка (Новоузенский район)
Таловка — посёлок в Новоузенском районе Саратовской области России, в составе сельского поселения Бессоновское муниципальное образование (Новоузенский район). Посёлок расположен на левом берегу реки Большой Узень (при устье реки Таловка).
Население — 133 (2010) человека.

## История
Казённая деревня Таловка упоминается в Списке населенных мест Самарской губернии по сведениям 1889 года. Согласно Списку деревня относилась к Куриловской волости Новоузенского уезда Самарской губернии
Согласно Списку населённых мест Самарской губернии 1910 года в деревне Таловке проживало 324 мужчины и 352 женщины, деревню населяли бывшие государственные крестьяне, литовцы и мордва, католики и православные, в деревне имелись часовня, католический молитвенный дом, земская школа, ветряная мельница.
В 1919 году в составе Новоузенского уезда посёлок включён в состав Саратовской губернии.

## Население
Динамика численности населения по годам:
| 1889 | 1910 | 2002 |
| ---- | ---- | ---- |
| 275  | 676  | 206  |

| 2002 | 2010 |
| ---- | ---- |
| 205  | ↘133 |

Национальный состав
Согласно результатам переписи 2002 года большинство населения составляли русские (62 %).

## Известные уроженцы, жители
Стаускас, Пятрас Антанович (1919—2003) — советский литовский живописец, акварелист, многолетний директор Национального художественного музея М. К. Чюрлениса. Участник Великой Отечественной войны.